# Фаркинг
Фаркинг (тадж. Фаркинг) — сельский населённый пункт (тадж. деҳа) в Сангворском районе РРП Таджикистана. Входит в состав сельской общины (джамоата) Тавильдара. Расстояние от села до центра района и центра джамоата (село Тавильдара) — 7 км. Население — 82 человек (2017 г.), таджики. Население в основном занято сельским хозяйством (животноводство и растениводство). Земли орошаются главным образом водами горных источников.